# Ричард Фортъс
Ричард Фортъс (на английски: Richard Fortus, роден 17 ноември 1966 в Сейнт Луис, Мисури) е американец, китарист на хевиметъл групата Гънс Ен' Роузис.
Зад гърба си има професионални участия с Гънс Ен' Роузис, 'N Sync, Енрике Иглесиас и Нена, с която прави двоен албум. Свири в стиловете хардрок, алтернативен рок, пост-пънк и хевиметъл.